# Kostel Saint-Germain-l'Auxerrois
Kostel Saint-Germain-l'Auxerrois (tj. svatého Heřmana z Auxerrois) je římskokatolický farní kostel na Place du Louvre v sousedství muzea Louvre v Paříži. Kostel sloužil k bohoslužbám královské rodině, která bydlela v nedalekém paláci Louvre. Kostel byl založen v 7. století a během několika dalších staletí byl mnohokrát přestavován a v jeho architektuře se odráží prvky románského slohu, gotiky, renesance a baroka. Nejbližší stanicí metra je Louvre – Rivoli. Stavba je od roku 1862 chráněná jako historická památka.

## Historie kostela
Kostel byl zasvěcen biskupovi Heřmanovi z Auxerre (asi 378-448). Založení kostela spadá již do období Merovejců. První kostel byl zničen během nájezdu Normanů v letech 885-886, poté byl znovu vybudován v 11. století. Z této stavby se nedochovaly žádné fragmenty.
Nejstarší část kostela pochází z 1. poloviny 12. století, kdy v těchto místech byl postaven kostel pod jménem Saint-Germain-le-Rond, s původně románskou věží na západním průčelí kostela s postranními rozetami. Věže měly špičatá zakončení, která byla kolem roku 1754 přestavěna na dnešní balustrády. Ve 2. polovině 13. století byl kostel goticky přestavěn, bylo vybudováno kněžiště, část pravé boční strany lodi a západní portál. Ve 14. století se kostel stal farním kostelem královské rodiny dynastie Valois, která přesídlila do sousedícího Louvru. Další rekonstrukce kostela proběhla v 15. století. Na počátku 15. století byla vybudována druhá boční loď na pravé straně, kaple napravo od chóru a kaple v apsidě. V letech 1420-1425 byla přestavěna hlavní loď a boční lodě kromě kaple Panny Marie. V letech 1435-1439 mistr Jean Gaussel vybudoval vstupní vestibul a kaple na levé straně chrámové lodi. V roce 1541 bylo vybudováno lektorium podle plánů Pierra Lescota. V letech 1560-1570 byly postaveny kaple na levé straně chóru. V roce 1570 byl zbudován portál vedoucí do kanovnického ambitu.

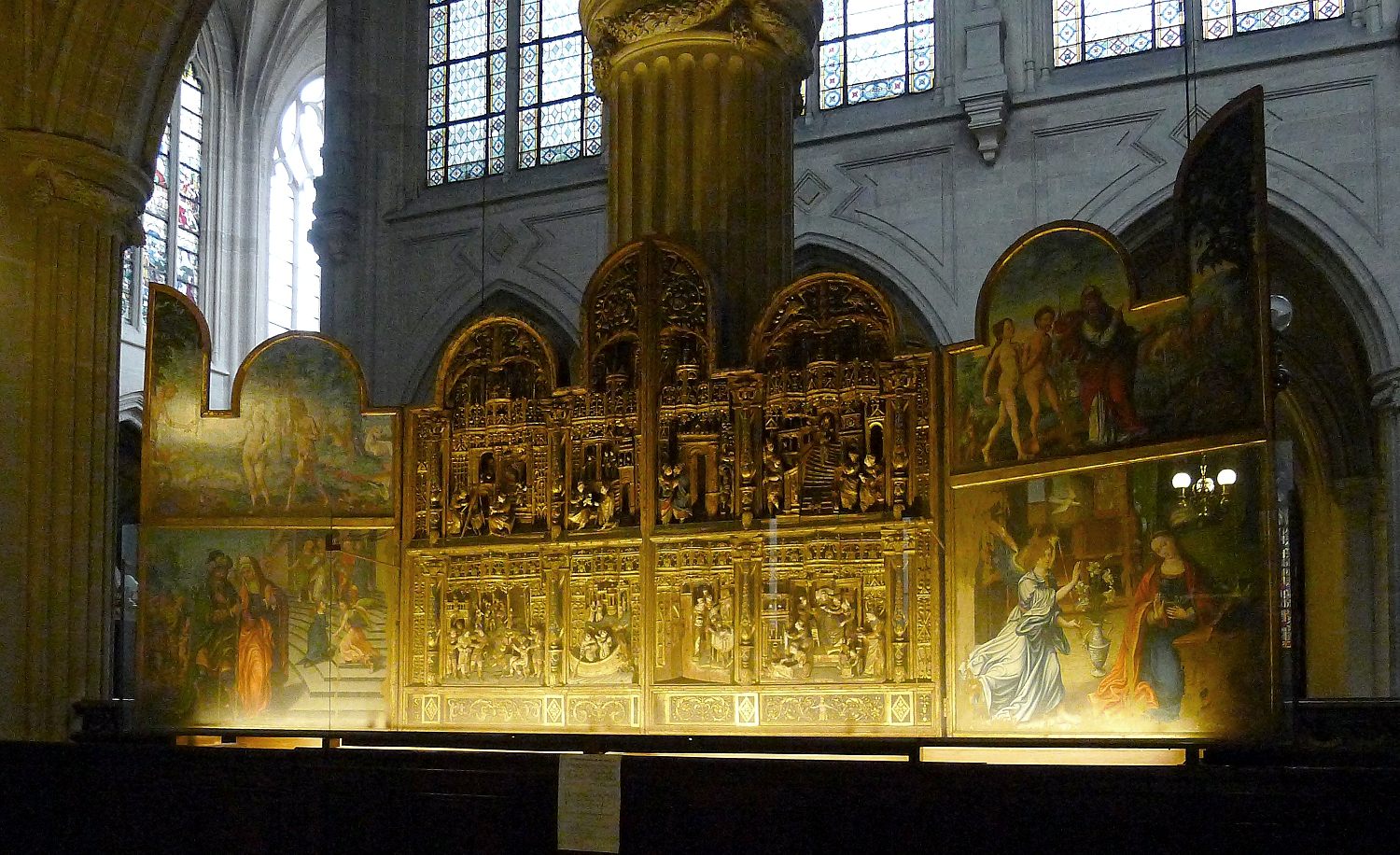
Vlámské retabulum z 15. století

Kostel se zapsal do francouzských dějin při Bartolomějské noci. Z 23. na 24. srpna 1572 jeho zvony daly znamení k zahájení masakru hugenotů. Tyto zvony byly umístěny v malé jižní věži kostela a nikoliv ve zvonici mezi kostelem a radnicí 1. obvodu, které vznikly až v 19. století. Jeden z těchto zvonů zvaný Marie z roku 1527 se dochoval dodnes.
V roce 1710 byl odstraněn centrální sloup se sochou sv. Heřmana a rovněž tympanon s námětem Posledního soudu kvůli snadnému průchodu procesí. V roce 1728 byly vitráže vyměněny za bílé sklo. V roce 1745 bylo při sloučení zdejší kapituly s kapitulou katedrály Notre-Dame odstraněno lektorium Pierra Lescota kvůli rozšíření chóru. V roce 1754 zahájili architekt Claude Bacarit a jeho švagr, sochař Louis-Claude Vassé renovaci chóru podle tehdejšího módního baroka. Sloupy byly kanelurovány a na hlavicích byly umístěny hlavy andělů. V roce 1767 zámečník Pierre Deumier umístil mříže uzavírající chór.

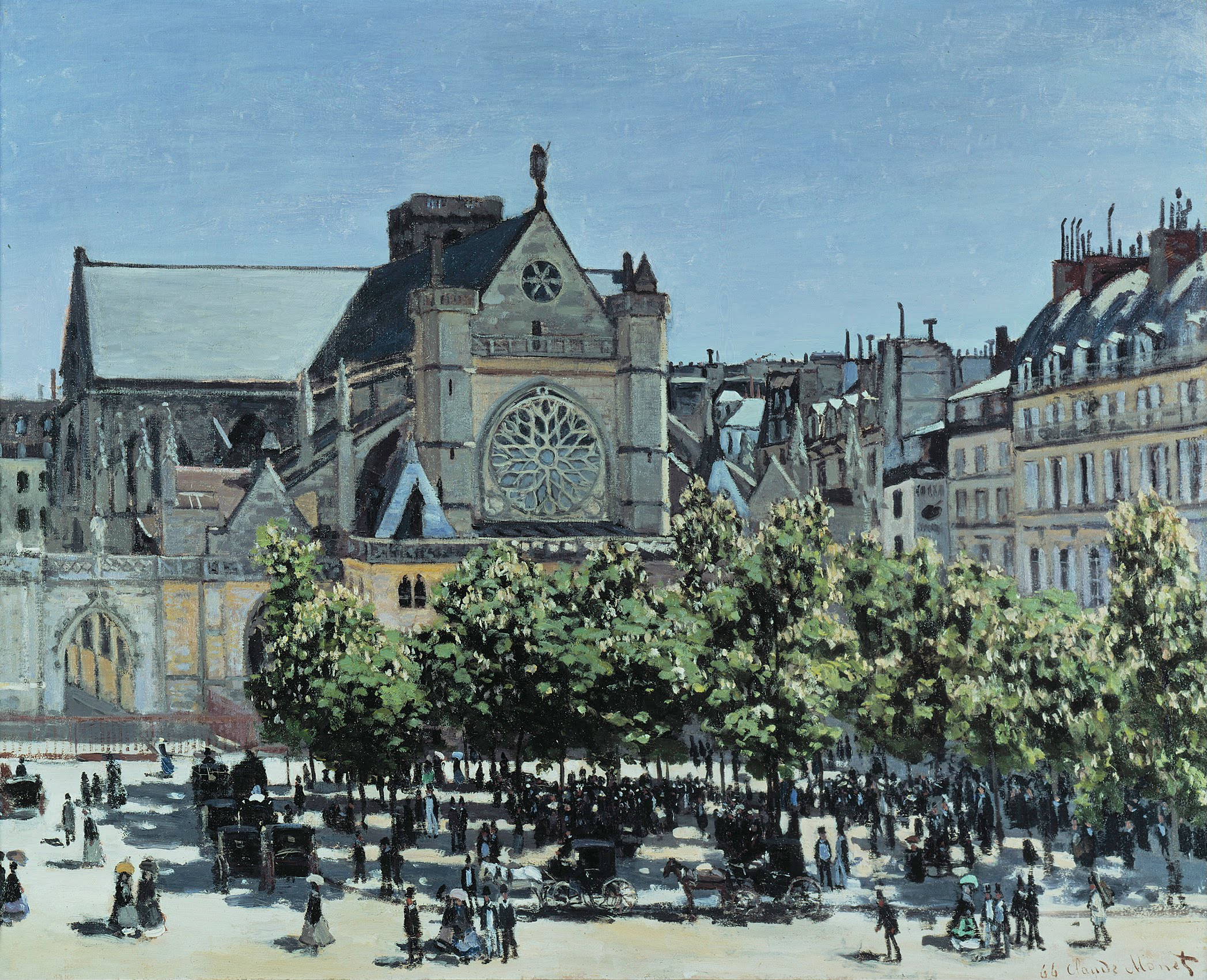
Kostel na obrazu Clauda Moneta (1867)

Na počátku Velké francouzské revoluce po vynuceném návratu královské rodiny z Versailles do Tuileries zde měl Ludvík XVII. první přijímání. Během Jakobínského teroru byl kostel vyklizen a postupně sloužil jako sklad píce, místo pro knihtisk, výrobna ledku. V roce 1795 byl kostel určen kultu theofilantropie. Teprve od roku 1802 kostel opět sloužil katolickým církevním obřadům.
Během Prvního císařství byl obnoven starý plán na zboření kostela (iniciovaný již Colbertem za Ludvíka XIV.) kvůli rozšíření Louvru, ale za Restaurace Bourbonů bylo od něj opět upuštěno.
Dne 14. února 1831 u příležitosti 11. výročí atentátu na Charlese Ferdinanda, byl kostel zničen antimonarchisty, kteří ceremonii považovali za provokaci. Kostel zůstal následně uzavřen několik let. Opět byla navrhována jeho demolice, ale nakonec proběhla v letech 1838-1855 rekonstrukce Jean-Baptistem Lassusem, Victorem Baltardem a Viollet-le-Ducem. V roce 1840 byly obnoveny bohoslužby. Během Druhého císařství navrhoval baron Haussmann rovněž zboření kostela kvůli neestetickému vzhledu u Louvru. Nakonec nebyl kostel zbořen kvůli symbolice Bartolomějské noci. Namísto toho byla v letech 1858-1863 architektem Théodorem Ballu (držitel Římské ceny z roku 1840) vybudována zvonice ve stylu plaménkové gotiky a z její druhé strany v letech 1858-1860 architekt Jacques Ignace Hittorff vybudoval ve stejném slohu radnici 1. obvodu, aby esteticky vyrovnala pohled na kostel.
Od roku 2007 se zde slouží též tridentská mše vedle běžného římského ritu.

## Architektura
Kostel má délku zhruba 80 m a transept je široký 40 m. Loď má výšku téměř 20 m a je rozdělena na čtyři klenební pole je doplněná bočními loděmi s kaplemi. Transept je mírně vyčnívající a chór, který tvoří nejstarší část kostela upravenou v 18. století, má chórový ochoz. Kostel je ukončen apsidou. Nejstarší vitráže pocházejí z 16. století, ostatní většinou z 19. století.

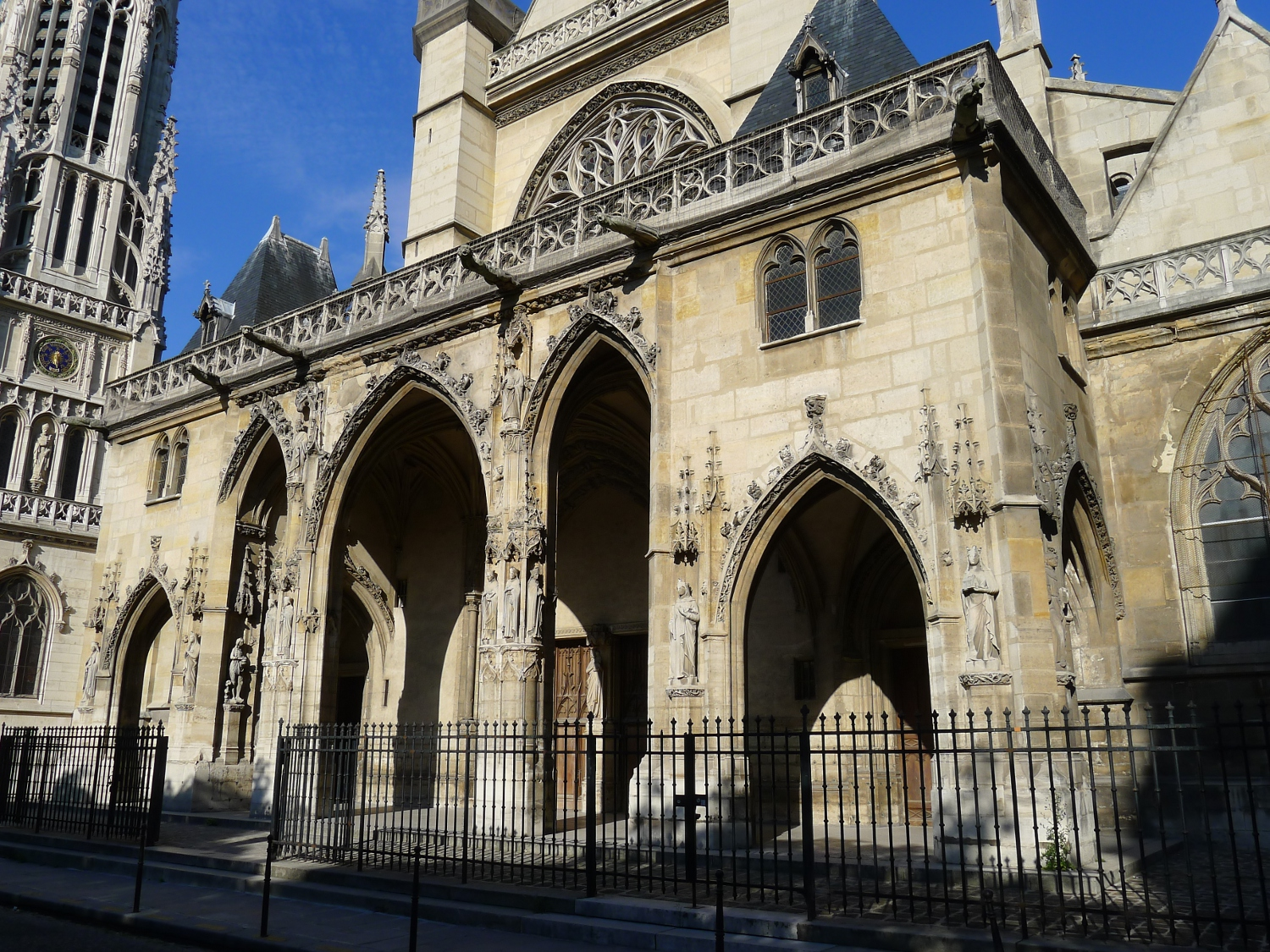
Gotický vstup

Průčelí má vestibul s pěti vstupy ve stylu flamboyantní gotiky vybudovaný v letech 1435-1439. Sochy zdobící vstup jsou kopie z 19. století. Pouze hlavní portál je původní ze 13. století, jeho tympanon s výjevy Posledního soudu se již nedochoval. Po stranách jsou skupiny soch z 15. století. Vlevo jsou král Šalomoun, královna ze Sáby (nebo možná královna Ultrogotha, manželka Childeberta I.) a Vincenc ze Zaragozy. Vpravo jsou svatý Heřman z Auxerois, svatá Jenovéfa a anděl. Na středním pilíři portálu je socha Madony (jako jediná na portálu pochází z 19. století).
Interiér kostela byl značně změněn za vlády Ludvíka XIV. Hlavní loď ve stylu plaménkové gotiky je doplněna dvěma bočními loděmi. V jižní boční lodi je jediná kaple Panny Marie, zatímco severní boční loď je tvořena několika menšími kaplemi Panny Marie Soucitné, Máří Magdaleny, Jana Křtitele a křtěcí kaple. Loď se skládá ze dvou úrovní (bez triforia), v horní části jsou velká gotická okna s bílým sklem po nahrazení starých vitráží v roce 1728.

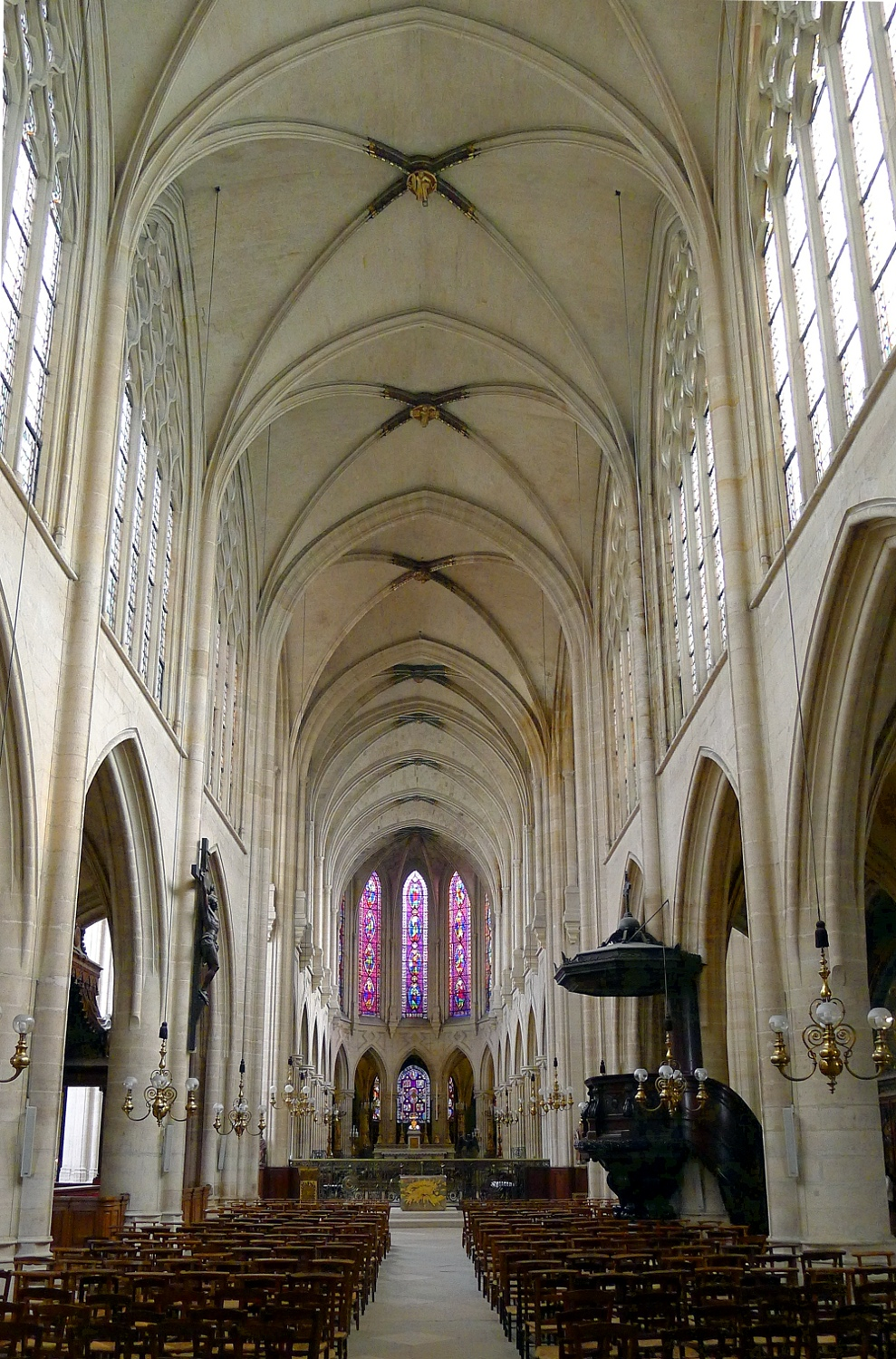
Hlavní loď a chór kostela

V severní části se nachází dřevěná kostelní lavice s baldachýnem z let 1682-1684 určená pro Ludvíka XIV. a jeho rodinu. V roce 1831 byla poškozena při devastaci kostela a za Ludvíka Filipa byla restaurována do původní podoby. V jedné ze severních kaplí se nachází monumentální vlámské retabulum z 15. století, které kostelu daroval Camille de Montalivet, ministr Ludvíka Filipa.
Okna v bočních lodích mají vitráže z let 1844-1847. V kapli Panny Marie v jižní lodi jsou na nich zobrazeni osoby ze Starého zákona a v kaplích severní boční lodi jsou novozákonní postavy.

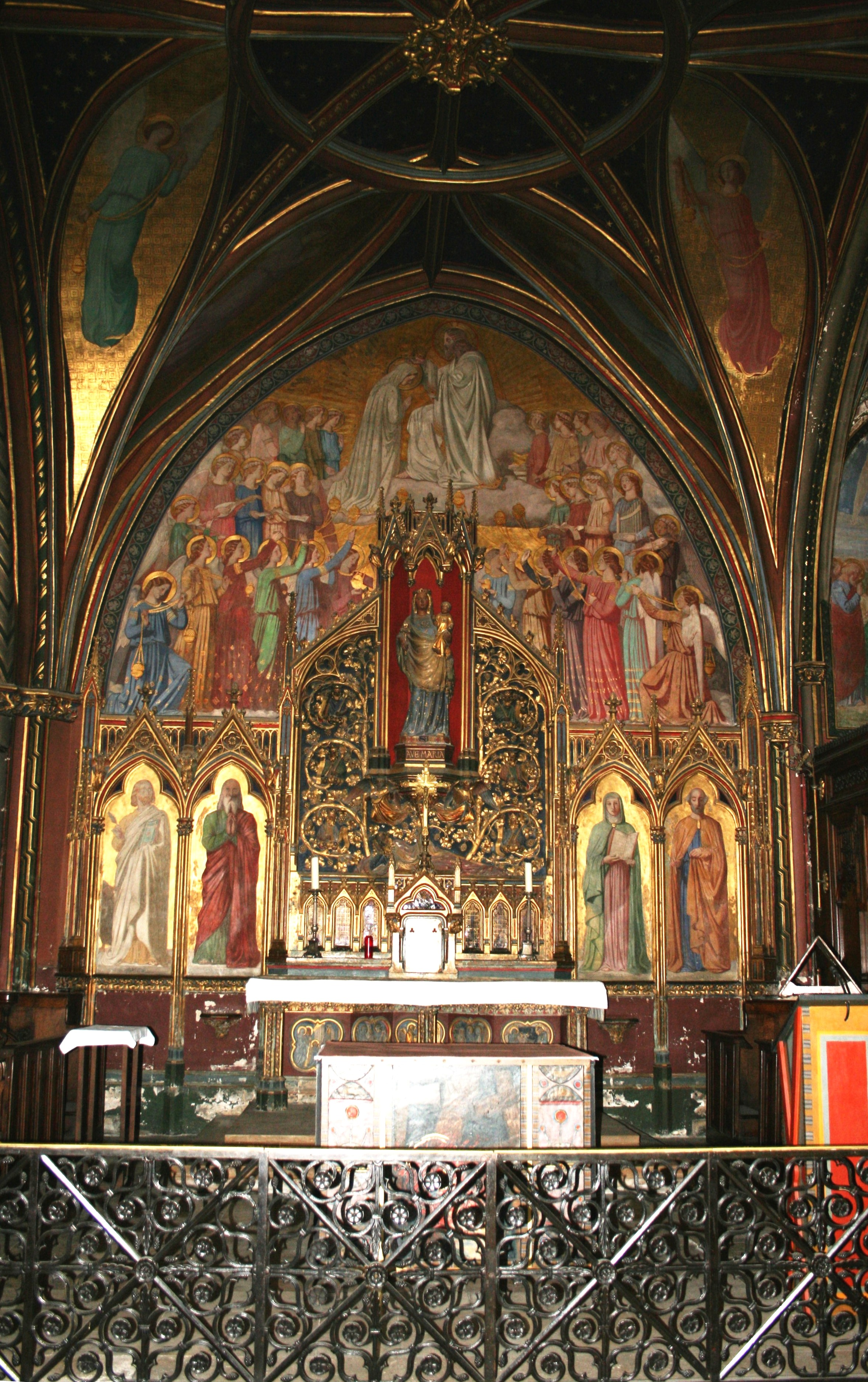
Freska Korunovace Panny Marie se soškou

Vitráž v kapli Panny Marie z roku 1839 zobrazující ukřižování je považována za prototyp tvorby novogotických vitráží na základě chemických, historických a archeologických výzkumů. Výroba a zobrazení věrně napodobují gotickou předlohu v Sainte-Chapelle a rukopisech.
Na boční straně této kaple je freska Korunovace Panny Marie, kterou vytvořil Eugène Emmanuel Amaury Duval. Uprostřed fresky byla umístěna soška Panny Marie s korunou a modrým pláštěm ze 14. století.
Severní i jižní transept měly až do roku 2009 většinu vitráží ze 16. století. Většina těchto vitráží stejně jako oken z 19. století byla zničena v červenci 2009 při požáru ateliéru, ve kterém byly restaurovány. Zničené vitráže byly nahrazeny bílým sklem.
Chór je nejstarší částí kostela, i když i zde jsou doklady z pozdějších úprav, jako např. kanelury sloupů z 18. století. Kněžiště je delší než loď, má pět klenebních polí a jeho klenba je vyšší než zbytek stavby.
Mezi chórem a chórových ochozem se nachází retabulum s mariánským triptychem z 1. poloviny 16. století. Za Velké francouzské revoluce bylo konfiskováno a prodáno, ale v roce 1831 jej farnost zakoupila (ovšem už nekompletní) zpět.
Z varhan z doby před Francouzskou revolucí se nedochovalo nic. Současné varhany sem byly přeneseny v červenci 1791 ze Sainte-Chapelle. V 19. století byly několikrát upravovány.